# Санте Бентивольо
Санте Бентивольо (на италиански: Sante Bentivoglio; * 1424 в Попи; † 1 октомври 1463 в Болоня) е италиански благородник от фамилията Бентивольо, владетел на Болоня (1445 – 1463).

## Произход
Той е извънбрачен син на Ерколе Бентивольо († 1424) и на съпругата на Аньоло да Кашезе. Внук е на Джовани I Бентивольо.

## Биография
Санте е отгледан във Флоренция в двора на Козимо де Медичи. Когато Франческо Гуиди, граф на Попи, е свален от флорентинците, той отива в Болоня, водейки със себе си младия Санте, който е признат за извънбрачен син на Ерколе, чичо на Анибале I Бентивольо.
Той наследява Анибале I,  убит при засада, организирана от съперничещото семейство Канетоли (наричано още Канески), и е назначен за гонфалониер на правосъдието – титла, която на практика е еквивалентна на управлението на града. Той също така е назначен за настойник на сина на Анибале, Джовани.
През 1449 т. трябва да осуети заговор, воден от семействата Канетоли, Фантуци, Гизлиери и Пеполи, които, след като се затварят в Кастелсампиетро, се опитват да нападнат самата Болоня. Отговорът на Санте обаче е бърз и непримирим и бунтът е кърваво потушен.
През 1460 г. стартира строителството на неговия дворец, поръчан на Паньо ди Лапо Портиджани и завършен от Джовани, син на Анибале I. Дворецът е разрушен през 1507 г. след изгонването на сем. Бентивольо от града.
Получава от папата правителствена автономия за Болоня и създава общински сенат, съставен от болонската аристокрация и представители на папата.
Във външната политика сключва съюзи с Венеция, Сфорца и Медичите.
Умира от болест  през 1463 г. и е наследен от Джовани II Бентивольо, чийто настойник е бил. Съпругата му Джиневра Сфорца се жени повторно шест месеца по-късно за Джовани II и му ражда 16 деца.

## Брак и потомство
∞ 19 май 1454 в църквата „Сан Джакомо Маджоре“ в Болоня за Джиневра Сфорца (* 1440, † 1507), извънбрачна дъщеря на Алесандро Сфорца, господар на Пезаро, от която има син и дъщеря:
- Костанца Бентивольо (* 1458, † 1491), ∞ 1473 за Антонмария Пико дела Мирандола
- Ерколе Бентивольо (* 1459, † 1507), кондотиер, ∞ за Барбара Торели (* ок. 1475, † ок. 1533)
- две дъщери († като малки)